# Médaille Henry-Dunant
La médaille Henry-Dunant est la plus haute distinction décernée par la Croix-Rouge. Elle porte le nom d'Henry Dunant, le fondateur de la Croix-Rouge. La médaille est décernée tous les deux ans par la Commission Permanente de la Croix-Rouge et du Croissant-Rouge. Ce comité représente le Comité International de la Croix-Rouge, la Fédération Internationale des sociétés de la Croix-Rouge et du Croissant-Rouge et les diverses organisations nationales de la Croix-Rouge et du Croissant-Rouge.

## Historique
En 1963, l'idée de créer une médaille nommée en l'honneur du fondateur de la Croix-Rouge Internationale a été soumise et approuvée par le Conseil des Délégués. Cela a coïncidé avec la célébration du 100e anniversaire de la Croix-Rouge. En 1965, grâce à la générosité de la Croix-Rouge australienne, la Médaille Henry-Dunant a été officiellement créée par la Conférence international de la Croix-Rouge de Vienne. Les premières médailles ont été décernées en 1969.

## Critères d'attribution
La Commission permanente de la Croix-Rouge et du Croissant-Rouge décerne au maximum cinq médailles tous les deux ans. Cette limite est imposée pour garantir la valeur et le prestige de la médaille, honneur le plus élevé que la Croix-Rouge puisse attribuer à l'un de ses membres.
La médaille est décernée afin de "reconnaître et de récompenser des services exceptionnels et des actes de grand dévouement à la cause de la Croix-Rouge et du Croissant-Rouge, accomplis par un membre du Mouvement", surtout s'il s'agit d'actes ou de service d'importance internationale. Si la dimension internationale fait défaut, la Commission préfère que les actes de service soient reconnus par la Société nationale idoine.
Les règlements autorisent l'attribution posthume de la médaille. Cependant, les différents groupes appartenant au mouvement sont encouragés à créer d'autres formes de reconnaissance pour ceux qui sont morts au service de la Croix-Rouge. Toutes les candidatures à la Médaille Henry-Dunant à titre posthume doivent l'être pour, "des cas vraiment exceptionnels."

## Description
La Médaille Henry-Dunant est en forme de croix grecque ou croix de Genève. Les bras de la croix sont en émail rouge. Au centre de la croix se trouve un médaillon circulaire de bronze à l'effigie d'Henry Dunant, tourné vers la gauche. La mention HENRY DUNANT 1828-1910 est circonscrite autour de cette effigie. Le revers de la médaille n'est pas ouvragé. Le bras supérieur de la croix porte une boucle pour faire passer le ruban de suspension.
Le ruban est décrit comme vert, ou vert avec des lisérés rouges.

## Récipiendaires
- 1969 : Pierre Tacier. Premier récipiendaire vivant de la médaille, ancien délégué du CICR.
- 1973 : John MacAulay. Président de la Fédération internationale des Sociétés de la Croix-Rouge et du Croissant-Rouge de 1959 à 1965, premier récipiendaire canadien[5].
- 1977 : Sai Aung Hlaing Myint. Un membre de la Croix-Rouge du Myanmar, pour avoir sauvé un soldat dont la voiture était tombée dans la rivière Ayeyarwady, glaciale à ce moment-là.
- 1983. Dr. Abdul Aziz Mudarris. Fondateur et premier président du Croissant-Rouge saoudien[6].
- 1987. Joseph Adefarasin. Ancien président de la Ligue de la Croix-Rouge, premier bénéficiaire nigérian[7].
- J. Edwin Lloyd, 19xx, pasteur libérien, ancien président de la Société nationale de la Croix-Rouge libérienne (1986-1989).
- 1989. Dr Ali Fourati. Président honoraire du croissant-rouge tunisien[8]
- 1993. Dr. Ahmad Abu Goura. Président du Croissant-Rouge jordanien de 1964 à 1993[9].
- 1997. Sheryl Thayer, Hans Elkerbout, Fernanda Calado, Gunnhild Myklebust, Ingebjorg Foss, Nancy Malloy, délégués assassinés dans la mission du CICR à l'hôpital de Novi Atagi, Tchétchénie
- 2001. Phlech Phiroun. Ancien président de la Croix-Rouge cambodgienne.
- 2001. Roger Durand. Fondateur et président de la Société Henry Dunant et ancien vice-président de la Croix-Rouge de Genève[10].
- 2003. Monique Basque. Ancien président de la Croix-Rouge de Côte d'Ivoire[11].
- 2003. Frits Kalshoven. Juriste et spécialiste du droit international humanitaire.
- 2003. André Durand. Ancien délégué du CICR et auteur d'une histoire du CICR et du Mouvement
- 2003. Noreen Minogue. Ancien Secrétaire général adjoint de la Croix-Rouge australienne et promoteur du droit international humanitaire.
- 2005. Volontaires et le personnel des Sociétés de la Croix-Rouge des quatre pays les plus touchés par le tsunami dévastateur du 26 décembre 2004 : l'Inde, l'Indonésie, le Sri Lanka et la Thaïlande.
- 2005. Général Bjørn Egge. Ancien président de la Croix-Rouge norvégienne
- 2005. Christine de Suède. Ancienne présidente de la Croix-Rouge suédoise et membre de la Commission permanente de la Croix-Rouge et du Croissant-Rouge
- 2005. Colonel Dr. Mekonnen Muluneh. Membre de la Croix-Rouge éthiopienne
- 2005. Jean Pictet (posthume). Principal architecte des Conventions de Genève de 1949 et ancien vice-président du Comité international de la Croix-Rouge (CICR)
- 2007. James Joseph Carlton. Ancien secrétaire général de la Croix-Rouge australienne et ministre australien de la Santé de 1982 à 1983
- 2007. Christoph Hensch. Ancien délégué du CICR et survivant de l'attaque contre l'hôpital de la Croix-Rouge dans la ville tchétchène de Novye Atagi en 1996
- 2007 : Alexander Dumba Ika. Ancien chef du service de recherche de la Croix-Rouge congolaise en Ituri et chef de la délégation du CICR à Bunia
- 2007 : Josiane Gabel. Ancienne déléguée de la Croix-Rouge française au Congo et au Tchad et directrice national des premiers secours de la Croix-Rouge du Tchad
- 2009 : Datuk Datin Paduka Ruby Lee. Ancien secrétaire général de la Société malaisienne du Croissant-Rouge (MRCS)
- 2011 : Shimelis Adugna. Ancien président de la Croix-Rouge éthiopienne et ancien ministre des Affaires sociales et du travail d'Éthiopie
- 2011 : Astrid Nøklebye Heiberg. Ancien président de la Croix-Rouge norvégienne et ancien président de la Fédération internationale de la Société de la Croix-Rouge et du Croissant-Rouge
- 2013 : Alberto Cairo, chef du programme de réadaptation physique du Comité international de la Croix-Rouge (CICR) en Afghanistan[12]